# Summorum Pontificum
Summorum Pontificum (in italiano "Dei Sommi Pontefici") è una lettera apostolica di papa Benedetto XVI, pubblicata in forma di motu proprio il 7 luglio 2007.
Il motu proprio contiene le indicazioni giuridiche e liturgiche che, insieme alle precisazioni emanate dalla Pontificia commissione "Ecclesia Dei", sono rimaste in vigore fino al 16 luglio 2021 (data di pubblicazione della Lettera Apostolica in forma di Motu Proprio Traditionis custodes da parte di papa Francesco) per la celebrazione della messa secondo "il Messale Romano promulgato da S. Pio V e nuovamente edito dal beato Giovanni XXIII" oppure secondo "il Messale Romano edito dal beato Giovanni XXIII nel 1962" oppure secondo "l'ultima stesura del Missale Romanum, anteriore al Concilio, che è stata pubblicata con l'autorità di papa Giovanni XXIII nel 1962 e utilizzata durante il Concilio".
Le disposizioni di Summorum Pontificum sono entrate in vigore il 14 settembre 2007, festa dell'esaltazione della Santa Croce, e hanno sostituito le precedenti norme contenute nella lettera della Congregazione per il Culto Divino Quattuor abhinc annos del 1984 e nel motu proprio papale Ecclesia Dei adflicta del 1988.

## Significato del documento

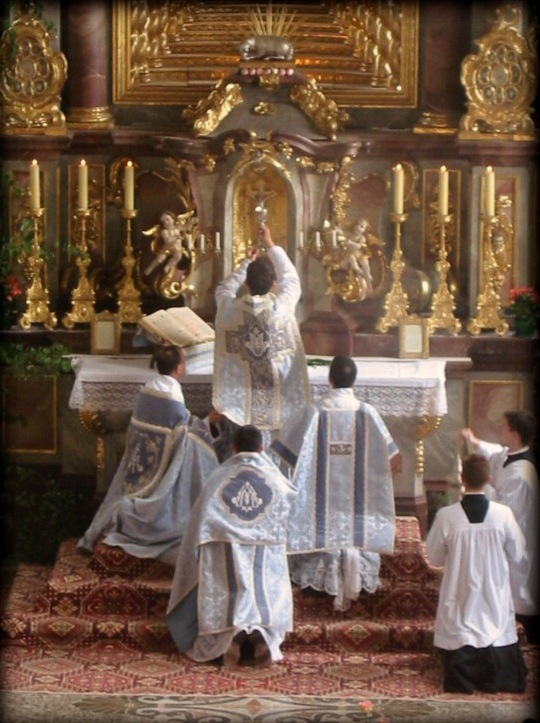
Celebrazione di una prima messa solenne tridentina di un sacerdote novello

Il documento è accompagnato da una lettera del Papa, con cui spiega ai vescovi e ai fedeli i motivi, lo spirito e gli scopi del suo atto. Nella lettera accompagnatoria Benedetto XVI respinge due timori, dichiarandoli infondati:
- innanzitutto "il timore che qui venga intaccata l'autorità del Concilio Vaticano II e che una delle sue decisioni essenziali – la riforma liturgica – venga messa in dubbio";
- in secondo luogo "il timore che una più ampia possibilità dell'uso del Messale del 1962 avrebbe portato a disordini o addirittura a spaccature nelle comunità parrocchiali".

indicando poi il motivo della nuova normativa:
(Lettera di Benedetto XVI ai vescovi di tutto il mondo per presentare il motu proprio sull'uso della liturgia romana anteriore alla riforma del 1970)
In Benedetto XVI è dunque presente l'auspicio che questa apertura possa contribuire, fra le altre cose, anche a riportare nella piena comunione con Roma quei fedeli che se ne sono distaccati non accettando alcuni contenuti del concilio ecumenico Vaticano II e le riforme che ne sono seguite (soprattutto la riforma liturgica di Paolo VI introdotta nel 1969), come gli appartenenti alla Fraternità Sacerdotale San Pio X.

## Contenuto del documento

### Introduzione storica
Il rito romano è quel rito liturgico che è in uso nella Chiesa di Roma e che si distingue da quelli in uso in altre parti della Chiesa cristiana come i riti ambrosiano, alessandrino, antiocheno, armeno, bizantino e caldeo.
Con il passare del tempo, il rito romano è stato adottato in quasi tutta la Chiesa latina. Rimangono eccezioni quali l'uso del rito ambrosiano nella maggior parte dell'arcidiocesi di Milano e in alcune zone vicine. L'uniformità fu promossa particolarmente dopo il Concilio di Trento con la bolla pontificia Quo primum tempore. Con questo il papa Pio V, eccettuando solo quei riti che potessero vantare un'antichità di almeno duecento anni, impose in tutta la Chiesa latina, l'uso del Messale Romano da lui promulgato. Delle successive edizioni di questo Messale Romano, aventi tutte per titolo Missale Romanum ex decreto Sacrosancti Concilii Tridentini restitutum, l'ultima fu pubblicata da papa Giovanni XXIII nel 1962.
Dopo il Concilio Vaticano II (1962-1965), il papa Paolo VI promulgò nel 1969 una nuova edizione del Messale Romano con il titolo Missale Romanum ex decreto Sacrosancti Oecumenici Concilii Vaticani II instauratum, che divenne il testo normalmente usato nella celebrazione della messa nella Chiesa latina.
Nell'articolo 1 del suo Summorum Pontificum, Benedetto XVI affermò che l'edizione 1962 del Messale romano non è mai stata abrogata. Nella lettera di accompagnamento lo stesso papa Benedetto XVI spiega: «questo Messale non fu mai giuridicamente abrogato e, di conseguenza, in linea di principio, restò sempre permesso. Al momento dell'introduzione del nuovo Messale, non è sembrato necessario di emanare norme proprie per l'uso possibile del Messale anteriore. Probabilmente si è supposto che si sarebbe trattato di pochi casi singoli che si sarebbero risolti, caso per caso, sul posto. Dopo, però, si è presto dimostrato che non pochi rimanevano fortemente legati a questo uso del Rito romano che, fin dall'infanzia, era per loro diventato familiare. Ciò avvenne, innanzitutto, nei Paesi in cui il movimento liturgico aveva donato a molte persone una cospicua formazione liturgica e una profonda, intima familiarità con la forma anteriore della Celebrazione liturgica».
Nella lettera di accompagnamento, Benedetto XVI inoltre ha precisato che i due messali non contengono due diversi riti, ma due usi diversi dello stesso rito romano.

### Lex orandidel rito romano
Nella sua legislazione del 2007 Benedetto XVI dichiarò che sia l'edizione 1969 del Messale Romano sia quelle anteriori (dal 1559 al 1962) sono espressioni della “lex orandi” (“legge della preghiera”) della Chiesa cattolica di rito latino. Affermò che i due messali non contengono due diversi riti, ma due usi diversi dello stesso rito romano, dei quali quello contenuto nel messale di papa Paolo VI era la forma ordinaria di celebrazione; quello del 1962 la forma straordinaria.

### Articoli normativi
Benedetto XVI estese a tutta la Chiesa cattolica latina la possibilità di celebrare la messa con i libri liturgici promulgati il 23 giugno 1962. La facoltà di avvalersi della liturgia antica era inoltre estesa all'uso del Pontificale Romanum per la celebrazione di tutti i sacramenti (anche se l'ordine sacro, a differenza degli altri sacramenti, non veniva esplicitamente menzionato nel motu proprio) e alla recita del breviario romano.
Dichiarò che tutti i sacerdoti di rito latino possono usare liberamente e senza alcuna restrizione o autorizzazione il messale del 1962 nel celebrare in forma privata; a queste messe private potevano partecipare i fedeli che lo chiedevano spontaneamente. L'uso del messale del 1962 per tali messe non era possibile nei giorni del Triduo pasquale, in quanto le messe senza popolo durante il Triduo non sono previste, con qualunque messale.
Anche le comunità di Istituti di vita consacrata o Società di vita apostolica (cioè le congregazioni sacerdotali e gli ordini religiosi) che celebrano la messa conventuale nella propria chiesa erano autorizzate a celebrare con il Messale del 1962.
Per quanto riguarda le parrocchie, ad un gruppo stabile di fedeli che volesse celebrare la messa tridentina basterebbe rivolgersi al parroco, senza dover chiedere l'autorizzazione al vescovo diocesano. Se il parroco non concedesse la celebrazione della messa tridentina, i fedeli potrebbero rivolgersi al vescovo. Se anche il vescovo non volesse rispondere alle esigenze dei fedeli, questi potrebbero riferirlo alla Pontificia commissione "Ecclesia Dei".
Nelle chiese non parrocchiali e non conventuali ci si rivolgerebbe al rettore della chiesa per avere l'autorizzazione alla celebrazione nella forma tridentina.
Il Vescovo potrebbe anche erigere una o più parrocchie personali (senza giurisdizione territoriale, ma con cura d'anime di un gruppo di fedeli) per i gruppi di fedeli che desiderano la liturgia tradizionale. (Il Traditionis custodes espressamente proibisce l'erezione di nuove parrocchie personali per tali gruppi).

## Commenti a favore e critiche
Il cardinale francese Jean-Pierre Ricard e il vescovo svizzero Kurt Koch, presidenti degli episcopati dei due Paesi più coinvolti nella disputa con i tradizionalisti di Lefebvre, difesero la decisione del Papa, anche se invitarono a non sottovalutare possibili incomprensioni delle sue motivazioni e il rischio di divisioni. Fiduciosi sulla buona accoglienza erano i cardinali Cormac Murphy-O'Connor (inglese) e Karl Lehmann (tedesco). In Italia entusiasmo venne espresso dai cardinali Angelo Scola e Carlo Caffarra. La scelta del Papa venne invece qualificata come "anticonciliare" da altri cattolici, fra i quali alcuni impegnati accanto ai parroci nella gestione della attività parrocchiali in veste di educatori, catechisti, eccetera.
Per monsignor Bernard Fellay, superiore della Fraternità Sacerdotale San Pio X, la "normalizzazione" della messa "non di San Pio V", precisava, "bensì della Chiesa di sempre" era stato "un atto di giustizia, un aiuto soprannaturale straordinario in un momento di grave crisi ecclesiale".
All'inizio della "Lettera ai Vescovi", il Papa constata che:
Tra le dichiarazioni critiche anteriori alla pubblicazione, quella più nota è senz'altro il comunicato dell'assemblea plenaria dei Vescovi francesi, che approfondisce i timori cui Benedetto XVI, con la "Lettera", ha voluto rispondere di persona.
Summorum Pontificum ha suscitato reazioni positive da parte di alcuni prelati ortodossi, in particolare il metropolitano russo Kirill Gundiayev e l'eparca Ilarion Alfeev.

### Reazioni dei liturgisti di orientamento progressista
I liturgisti di Camaldoli diffusero un documento, intitolato Avvio di una riflessione, con lo scopo «di offrire un contributo alle delicate mediazioni che saranno necessarie per evitare che l'impatto della nuova disciplina possa generare nella realtà ecclesiale divisioni e contrapposizioni, e non comunione e riconciliazione, come è nelle sue intenzioni».

### Prelati di orientamento progressista
Il 29 luglio 2007 il cardinale Carlo Maria Martini, arcivescovo emerito di Milano, in un suo articolo pubblicato sulle pagine culturali del quotidiano Il Sole 24 Ore ha criticato il motu proprio temendo in particolare il "venire meno della comunione dei fedeli attorno ad un unico rito e la svalorizzazione delle conquiste della riforma liturgica derivata dal Concilio Vaticano II, in specie per quanto riguarda la comprensione e la partecipazione del popolo alla celebrazione dei misteri divini".
Martini, tuttavia, auspica che questo motu proprio possa contribuire ecumenicamente a favorire il «dialogo fra tutti coloro che cercano Dio con cuore sincero».
.

## Affermazioni messe in discussione

### L'affermazione nel motu proprio circa la non abrogazione del Messale 1962: la posizione di esponenti di orientamento progressista
Nell'articolo 1 del motu proprio Summorum Pontificum, Benedetto XVI affermò che l'edizione 1962 del Messale romano non è stata "mai abrogata".
Nelle norme di applicazione del motu proprio nell'arcidiocesi di Washington, approvate dal cardinale Donald William Wuerl, arcivescovo di Washington dal 2006 al 2018, si commentava: «Non è chiaro cosa significhi "mai abrogato": pur se il Messale "non fu mai abrogato", certamente è stata abrogata la norma canonica che ne richiedeva l'uso. La Costituzione apostolica di Paolo VI Missale Romanum del 1969 è stata regolarmente promulgata come legge negli Acta Apostolicae Sedis, in conformità con il canone 9 del Codice del 1917. La stessa Costituzione richiedeva l'uso dell'appena rivisto Messale Romano e abrogò la precedente norma canonica che prevedeva l'uso della Messa di rito tridentino. Il Papa decretò che la sua Costituzione avesse forza di legge "ora e in futuro", e revocò espressamente la legislazione contraria, comprese "le costituzioni e ordinanze apostoliche emanate dai Nostri Predecessori e le altre prescrizioni, anche meritevoli di particolare menzione ed emendamento". Il decreto del 26 marzo 1970 con il quale la Sacra Congregazione per il Culto Divino promulgò l'editio typica del rivisto Messale Romano conteneva la frase "nonostante qualsiasi cosa contraria". Perché un sacerdote potesse usare legittimamente il Messale del 1962, anche privatamente, era richiesto un indulto o un permesso dell'Ordinario».
Secondo Andrea Grillo, professore di teologia sacramentale e filosofia della religione presso il Pontificio ateneo Sant'Anselmo a Roma e di liturgia a Padova presso l'Abbazia di Santa Giustina, l'affermazione di Benedetto XVI sulla non abrogazione del Messale del 1962 si baserebbe solo su un "argumentum ex silentio" in contraddizione con l'atteggiamento dei suoi due predecessori immediati, i quali, secondo il liturgista, avrebbero considerato il rito postconciliare "come quello avente forza di legge", per la cui deroga era necessario un "indulto". Anche Giovanni XXIII, secondo Grillo, avrebbe dichiarato che l'edizione del 1962 del messale romano sarebbe stata solo un testo provvisorio in attesa delle decisioni del Concilio Vaticano II.
La distinzione fatta in Summorum Pontificum tra la forma ordinaria e la forma extraordinaria del rito romano è "un'innovazione priva di precedente storico, teologico o canonico". Così diceva Chad James Glendinning, professore della Saint Paul University di Ottawa e membro del consiglio di amministrazione della Società canadese di diritto canonico. L'idea che riti liturgici precedentemente considerati "ordinari" dovessero diventare "straordinari" per decreto del supremo legislatore era inconcepibile fino a tempi recenti.
Glendinning era convinto che l'interpretazione dell'affermazione della non abrogazione del Messale del 1962, a sostegno della quale Benedetto XVI non offriva alcuna giustificazione, era di interpretazione difficile, proprio perché il contrario era stato ritenuto certo, anche dalla stessa Santa Sede, secondo le cui esplicite direttive si richiedeva per quasi quarant'anni un'autorizzazione per poterlo ancora usare lecitamente, autorizzazione data solo in circostanze eccezionali e previste nella legislazione stessa o per concessione di privilegi individuali. Glendinning diceva che l'abrogazione esplicita di tutta la relativa legislazione anteriore è avvenuta mediante la costituzione apostolica Missale Romanum di Paolo VI ed è stata confermata dalla Sacra Congregazione per il Culto Divino, che con la notificazione Conferentiarum episcopalium del 28 ottobre 1974 stabilì che, dal momento in cui una conferenza episcopale ha decretato l'uso obbligatorio di una traduzione del Messale Romano o di una sua parte, "la messa, sia in latino che in volgare, può essere celebrata lecitamente solo secondo il rito del Messale Romano promulgato il 3 aprile 1969 per autorità di papa Paolo VI", fatto salvo l'indulto concesso ai sacerdoti anziani per le messe sine populo.
Infatti il 28 ottobre 1974 la Congregazione decretò: "Quando la Conferenza Episcopale ha stabilito che il Messale Romano in volgare, o anche una certa parte di esso, per esempio, l'Ordo Missae, deve essere adottato nella sua regione, allora è lecito celebrare la messa, sia in latino che in volgare, soltanto secondo il rito del Messale Romano promulgato sotto l'autorità di Paolo VI il 3 aprile 1969. In merito alle norme emanate da questa Sacra Congregazione a favore dei sacerdoti che, per età avanzata o per infermità, incontrino gravi difficoltà nell'osservare il nuovo Ordine del Messale Romano o del Lezionario del Messale, è chiaro che l'Ordinario può concedere la facoltà di mantenere parzialmente o interamente il Messale Romano secondo l'edizione tipica del 1962 con gli adattamenti del 1965 e del 1967, ma soltanto per la celebrazione della messa sine populo. Però gli Ordinari non possono concedere tale facoltà per celebrare la Messa cum populo. Gli Ordinari, sia locali che religiosi, siano vigilanti piuttosto affinché, mentre si rispettono i riti liturgici non romani legittimamente riconosciuti dalla Chiesa, tutti i sacerdoti e i fedeli di rito romano, nonostante qualsiasi pretesto di consuetudine anche immemoriale, accettino rettamente l'Ordine del nuovo Messale Romano e approfondiscano con sempre maggiore impegno e pietà i tesori in esso contenuti sia della Parola di Dio sia della dottrina liturgica e pastorale".
Glendinning poi si domandava come risolvere il conflitto tra le affermazioni di Benedetto XVI che il Messale del 1962 "non è mai stato giuridicamente abrogata" e che "in linea di principio era sempre permesso" e l'esplicita intenzione di Paolo VI di rimpiazzare con il suo Messale quello precedente insieme alla proibizione di tutti i Messali precedenti (fatto ammesso anche dal cardinale Ratzinger) e concludeva che tale conflitto si doveva ad un "impiego impreciso e creativo della terminologia canonica". La prima possibile spiegazione dell'apparente conflitto è di distinguere tra l'abrogazione della legge che impone l'uso di un libro particolare e l'abrogazione del libro. La seconda è di dire che il Messale del 1962 non è mai stato esplicitamente abrogato citandolo per nome, e che, anche dopo la promulgazione di quello del 1969, il precedente è stato usato con continuità [...] sia in grazia di un'eccezione prevista dal diritto (come per i sacerdoti anziani) sia in virtù di privilegi individuali contra legem.»
Norbert Lüdecke, professore della facoltà di teologia cattolica dell'università di Bonn, accettò senza riserve le direttive del motu proprio, ma qualificò come "canonicamente sorprendente" l'affermazione "disinvolta" secondo cui il Messale Romano del 1962 non è mai stato abrogato ed esaminò diversi tentativi di spiegazione, che però considerò poco convincenti.
John Huels osservò: «Il papa Benedetto deve avere qualcosa di unico in mente nel dire che il Messale del 1962 non fu mai abrogato. Forse vuol dire che non è mai stato abrogato esplicitamente per nome, o forse sta dicendo che il Messale del 1962 è continuamente in uso da parte di coloro ai quali è stato eccezionalmente permesso di usarlo e in questo senso non è stato mai completamente abrogato nella prassi, ma non è questo il significato tecnico di "abrogato" nel diritto canonico».

### Commissione cardinalizia del 1986
Il 12 dicembre 1986, più di 18 anni prima della pubblicazione del motu proprio Summorum Pontificum e due anni dopo quella della lettera circolare Quattuor abhinc annos del 3 ottobre 1984 della Congregazione per il culto divino e la disciplina dei sacramenti, si riunì una commissione di cardinali incaricati da papa Giovanni Paolo II (1978–2005) di considerare la continuazione in certi ambienti della celebrazione della Messa tridentina.
John Vennari (1958-2017), per molto tempo collaboratore di Nicholas Gruner, frequente contributore al periodico di questi, The Fatima Crusader, e successivamente fondatore del proprio periodico, Catholic Family News, e che era in stretta relazione con la Fraternità sacerdotale San Pio X, dichiarò nel 1998 che la prima notizia di tale riunione fu data nel numero di giugno/luglio 1989 del menzionato periodico The Fatima Crusader. Disse pure che il cardinale Alfons Maria Stickler diede informazioni a voce il 20 maggio 1995 sulla medesima riunione dei cardinali.
Alcuin Reid ha scritto nel 2016 della stessa riunione cardinalizia nel suo libro The Usus Antiquior–Its History and Importance after the Second Vatican Council.
Jeffrey Ostrowski, ha parlato anch'egli della riunione all'inizio del 2022, basandosi solo sulle parole di Stickler.
Secondo tutti questi autori, i membri della commissione erano nove: i cardinali Ratzinger, Mayer, Oddi, Stickler, Casaroli, Gantin, Antonio Innocenti, Palazzini e Tomko.
I temi discussi dalla commissione, secondo quello che dicono Vennari e Ostrowski delle informazioni date oralmente dal cardinale Stickler, erano:
1. Il papa Paolo VI o un'altra competente autorità poteva proibire legalmente l'universale celebrazione della Messa tridentina?
2. Può un vescovo proibire ad un prete di celebrare la Messa tridentina?

A queste domande la commissione avrebbe risposto:
1. La Messa di San Pio V non è stata mai soppressa.
2. Nessun vescovo può proibire ad un prete cattolico di dire la Messa tridentina (risposta unanime).

Il cardinale Stickler ha affermato pure che otto (su nove) cardinali erano favorevoli a redigere un permesso generale per tutti di scegliere l'antica forma della Messa piuttosto che la nuova.
Gli altri due autori dicono invece che le due domande alle quali dovevano rispondere i membri della commissione erano:
1. Il papa Paolo VI ha autorizzato i vescovi a proibire la celebrazione della Messa tradizionale?
2. Il prete ha il diritto di celebrare la Messa tradizionale in pubblico e in privato senza limitazioni, anche contro la volontà del suo vescovo?

Vennari dice che, secondo The Fatima Crusader, si rispose che i vescovi non potevano proibire la celebrazione tradizionale, né obbligare ad usare la nuova forma, e poi si ripeté che non potevano proibire né limitare in alcuna maniera la celebrazione tradizionale.
Reid dice invece che la Commissione votò di rispondere Affirmative sia alla questione se Paolo VI aveva autorizzato i vescovi a proibire la celebrazione tradizionale (8 contro 1) sia alla domanda se il sacerdote aveva il diritto di usare la forma tradizionale anche contro la volontà del suo vescovo
Il 7 febbraio 1987 il cardinale Mayer presentò a papa Giovanni Paolo II le proposte della commissione.
Il risultato della riunione del dicembre 1986 era così a conoscenza di papa Giovanni Paolo II quando pubblicò il motu proprio Ecclesia Dei afflicta del 2 luglio 1988. Fa appello ai vescovi affinché prendano le misure necessarie per garantire il rispetto delle giuste aspirazioni di quei cattolici «che si sentono vincolati ad alcune precedenti forme liturgiche e disciplinari della tradizione latina». Fa appello pure «a tutti coloro che finora sono stati in diversi modi legati al movimento dell'Arcivescovo Lefebvre, affinché compiano il grave dovere di rimanere uniti al Vicario di Cristo nell'unità della Chiesa Cattolica, e di non continuare a sostenere in alcun modo quel movimento. Nessuno deve ignorare che l'adesione formale allo scisma costituisce una grave offesa a Dio e comporta la scomunica stabilita dal diritto della Chiesa. A tutti questi fedeli cattolici, che si sentono vincolati ad alcune precedenti forme liturgiche e disciplinari della tradizione latina, desidero manifestare anche la mia volontà - alla quale chiedo che si associno quelle dei Vescovi e di tutti coloro che svolgono nella Chiesa il ministero pastorale - di facilitare la loro comunione ecclesiale, mediante le misure necessarie per garantire il rispetto delle loro giuste aspirazioni».
Vennari dice che i lavori della Commissione non ebbero seguito: un documento pontificio che accoglieva i pareri avrebbe dovuto essere pubblicato nell'Avvento del 1988, ma esso non vide la luce, perché altri cardinali si sarebbero opposti. Ciò che è apparso è la lettera apostolica Vicesimus quintus annus del 4 dicembre 1988, nella quale, nel parlare dell'applicazione concreta della riforma, il Papa ha lamentato, tra l'altro, che alcuni, "purtroppo, si sono ripiegati in maniera unilaterale ed esclusiva sulle forme liturgiche precedenti intese da alcuni di essi come unica garanzia di sicurezza nella fede".
Nel 2007, con la pubblicazione del motu proprio Summorum Pontificum, sono decadute le prescrizioni per l'uso del Messale del 1962, precedentemente emanate dalla “Quattuor abhinc annos”, che ancora vigevano al tempo della riunione della commissione cardinalizia ad hoc tenutasi il 12 dicembre 1986, come spiegò il 3 ottobre 2008 il cardinale Darío Castrillón Hoyos, presidente della Pontificia commissione "Ecclesia Dei", il quale citò vari estratti del verbale della riunione. Indicò pure che la lista dei partecipanti indicata dalle fonti sopracitate non corrispondeva a verità: tra essi c'erano anche i cardinali William Wakefield Baum e Édouard Gagnon, ma non i cardinali Oddi, Palazzini e Tomko.

### Due forme di un unico rito
Benedetto XVI dichiarò che il Messale del 1962 e quello postconciliare rappresentano due forme dell'unico rito romano, o piuttosto "un uso duplice dell’unico e medesimo Rito"
Questa affermazione non viene accettata, in quanto ritenuta non sufficiente a definire in modo corretto la liturgia romana tradizionale, in particolare da alcuni tradizionalisti quali il musicologo László Dobszay, i quali sostengono che la liturgia di rito romano in vigore precedentemente al concilio Vaticano II, debba piuttosto essere considerata l'unica vera e autentica forma di tale rito, escludendo quindi tutte le innovazioni e i cambiamenti introdotti con la riforma liturgica post-conciliare. Un parere opposto e diametralmente contrario è stato invece formulato nel 2021 da papa Francesco nel motu proprio Traditionis custodes: "I libri liturgici promulgati dai santi Pontefici Paolo VI e Giovanni Paolo II, in conformità ai decreti del Concilio Vaticano II, sono l'unica espressione della lex orandi del Rito Romano.

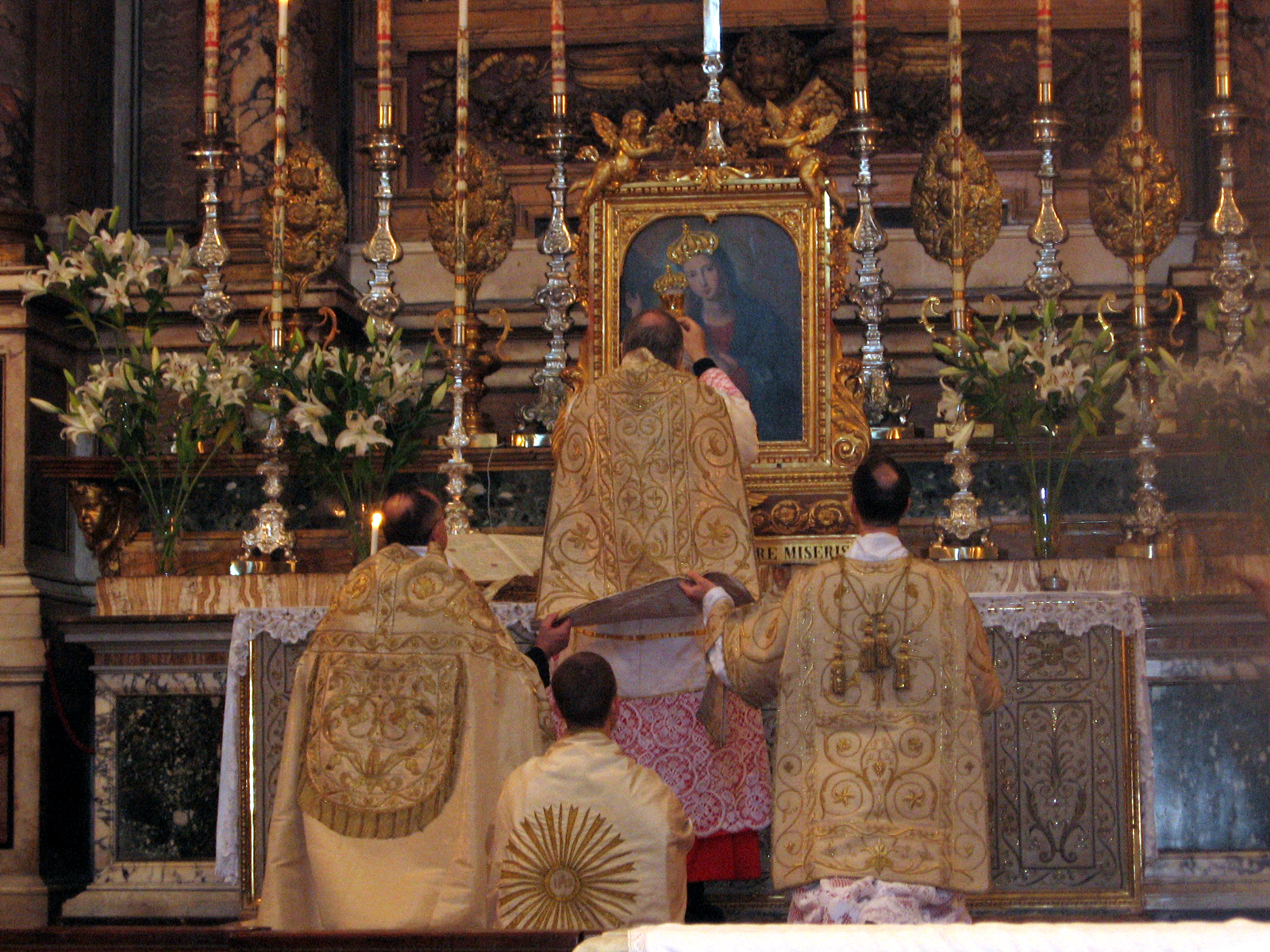
Messa pontificale all'altare maggiore della chiesa della Santissima Trinità dei Pellegrini a Roma

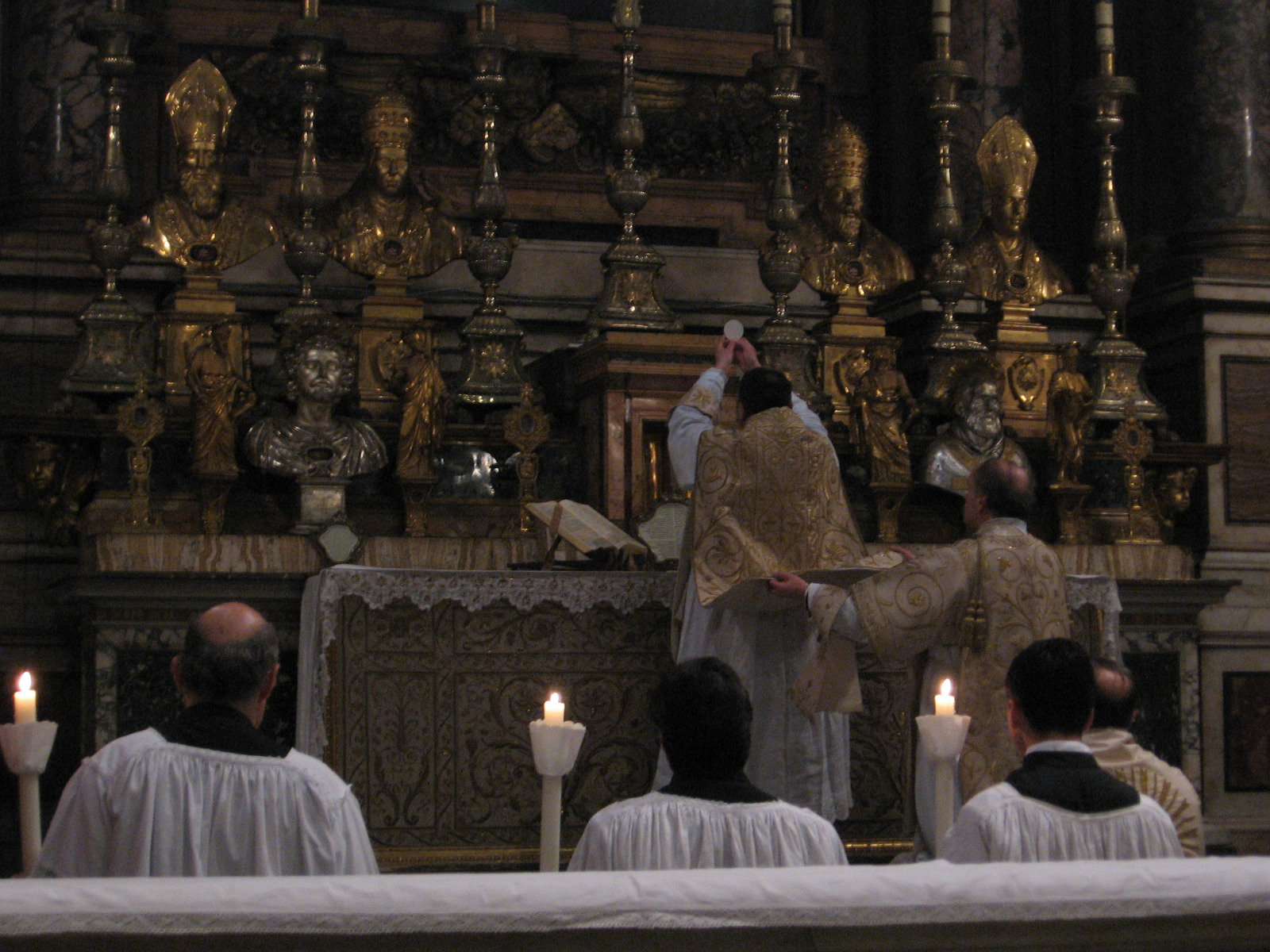
Messa solenne nella parrocchia personale della Santissima Trinità dei Pellegrini a Roma

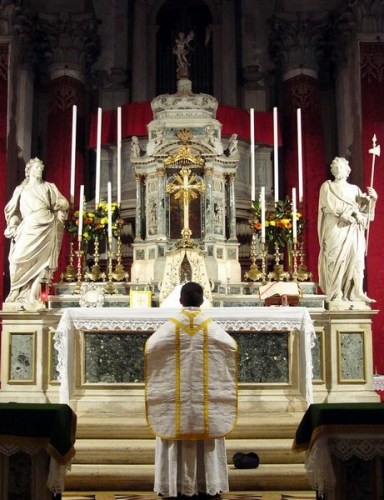
Messa bassa senza ministranti presso l'altare maggiore di San Simeon Piccolo a Venezia

## Le modifiche intervenute in sede di promulgazione
Il motu proprio Summorum Pontificum è stato promulgato sugli Acta Apostolicae Sedis del 7 settembre 2007. Nel testo del provvedimento sono state apportate cinque modifiche rispetto al testo pubblicato il 7 luglio 2007 su L'Osservatore Romano:
1. È stato aggiunto il titolo De usu extraordinario antiquae formae Ritus Romani (Uso straordinario dell'antica forma del Rito Romano)
2. Con una correzione ortografica, la parola "conditiones" nell'articolo 1 è diventata "condiciones"
3. La parola "plerumque" nell'articolo 3 è stata cambiata in "habitualiter"
4. La parola "continenter" nell'articolo 5 §1, con un cambiamento già operato nel sito web della Santa Sede, è diventata "stabiliter"
5. La parola "potest" nell'articolo 7 è stata cambiata in "vult": si prospetta il caso di un vescovo diocesano che, pur eventualmente potendo, non vuole soddisfare la richiesta di facilitare la celebrazione della forma antica della messa a favore di un gruppo che non la ottiene dal parroco.[40][19][41][42]

Nello stesso numero degli Acta Apostolicae Sedis è apparsa anche, immutata, la relativa lettera diretta ai vescovi.

## L'istruzione di applicazione delmotu proprio
L'istruzione di applicazione Universae Ecclesiae del motu proprio Summorum Pontificum porta la data del 30 aprile 2011, memoria liturgica di san Pio V, ed è stato reso pubblico il 13 maggio. È opera della Pontificia Commissione Ecclesia Dei, incaricata dal motu proprio Summorum Pontificum di "esercitare l'autorità della Santa Sede vigilando sulla osservanza e l’applicazione di queste disposizioni".
L'istruzione del 2011 formula alcune norme circa il ruolo del vescovo diocesano, che deve vigilare "sempre in accordo con la mens del Romano Pontefice chiaramente espressa dal motu proprio Summorum Pontificum". In caso di controversia o di dubbio fondato circa la celebrazione nella forma extraordinaria, giudicherà la Pontificia Commissione Ecclesia Dei. È compito del vescovo diocesano adottare le misure necessarie per garantire il rispetto della forma extraordinaria del rito romano, a norma del motu proprio Summorum Pontificum. Nei riguardi dei gruppi il motu proprio chiede al parroco di accogliere volentieri le loro richieste di celebrare la forma extraordinaria; si specifica che tali gruppi possono essere formati anche dopo il motu proprio e che i membri possono provenire da altre parrocchie o altre diocesi; al sacerdote responsabile della chiesa è richiesta una generosa accoglienza nei riguardi di sacerdoti che si presentano occasionalmente con alcuni fedeli allo scopo di celebrare la forma extraordinaria. Del latino è necessaria una conoscenza basilare, che permetta di pronunciare le parole in modo corretto e di capirne il significato per essere considerato idoneo come celebrante. Si chiede agli ordinari di offrire ai sacerdoti e ai seminaristi la possibilità di imparare a celebrare la forma extraordinaria.
La facoltà di "concedere la licenza di usare il rituale più antico nell'amministrazione dei sacramenti del Battesimo, del Matrimonio, della Penitenza e dell'Unzione degli Infermi" fu attribuita dal motu proprio Summorum Pontificum ai menzionati parroci.
Con motu proprio del 17 gennaio 2019, promulgato con effetto immediato il 19 gennaio 2019, papa Francesco ha soppresso la commissione Ecclesia Dei. Con il motu proprio Traditionis custodes, promulgato con effetto immediato il 16 luglio 2021, passò le sue funzioni nei riguardi della liturgia alla Congregazione per il Culto Divino. Questa, il 18 dicembre dello stesso anno, ha affermato che, secondo il motu proprio Traditionis custodes, i libri della liturgia emessi dai papi Paolo VI e Giovanni Paolo II dopo il Concilio Vaticano II sono "l'unica espressione della lex orandi del Rito romano". e ha risposto "Negativamente" alla domanda, "È possibile celebrare i Sacramenti con il Rituale Romanum e con il Pontificale Romanum precedenti alla riforma liturgica del Concilio Vaticano II?" Ha dichiarato: "Solo alle parrocchie personali canonicamente erette che, secondo quanto disposto dal Motu Proprio Traditionis custodes, celebrano con il Missale Romanum del 1962, il Vescovo diocesano è autorizzato a concedere la licenza di usare solo il Rituale Romanum (ultima editio typica 1952) e non il Pontificale Romanum precedente alla riforma liturgica del Concilio Vaticano II". Ha spiegato: "Il Motu proprio Traditionis custodes vuole stabilire in tutta la Chiesa di Rito Romano una sola e identica preghiera che esprima la sua unità, secondo i libri liturgici promulgati dai santi Pontefici Paolo VI e Giovanni Paolo II, in conformità ai decreti del Concilio Vaticano II. Il Vescovo diocesano, quale moderatore, promotore e custode di tutta la vita liturgica, deve operare perché nella sua diocesi si torni a una forma celebrativa unitaria."
Dal 2021, solo alle parrocchie personali canonicamente erette che, secondo quanto disposto dal Motu Proprio Traditionis custodes, celebrano con il Missale Romanum del 1962, il Vescovo diocesano è autorizzato a concedere la licenza di usare solo il Rituale Romanum (ultima editio typica 1952) e non il Pontificale Romanum precedente alla riforma liturgica del Concilio Vaticano II.

## Francescani dell'Immacolata
La Congregazione per gli istituti di vita consacrata e le società di vita apostolica decretò l'11 luglio 2013 il commissariamento dei Francescani dell'Immacolata e dichiaròː "In aggiunta a quanto sopra, sempre il 3 luglio u.s. il Santo Padre Francesco ha disposto che ogni religioso della Congregazione dei Frati Francescani dell'Immacolata è tenuto a celebrare la liturgia secondo il rito ordinario e che, eventualmente, l'uso della forma straordinaria (Vetus Ordo) dovrà essere esplicitamente autorizzata dalle competenti autorità per ogni religioso e/o comunità che ne farà richiesta."
Secondo il vaticanista Sandro Magister, questa disposizione rappresentava "La prima volta che Francesco contraddice Benedetto". Il giornalista Giuseppe Aloisi disse che per alcuni il commissariamento era inteso "soprattutto per cancellare il ripristino della Messa tridentina, nella forma stabilita dal Messale romano del 1962. Per delegittimare quel testo, insomma, e chi lo ha interpretato in modo estensivo iniziando a celebrare la messa antica tutti i giorni".
Padre Federico Lombardi, portavoce della Santa Sede, dichiaròː "Il fatto che Papa Francesco abbia disposto che i religiosi sacerdoti della stessa Congregazione siano tenuti a celebrare la liturgia secondo il rito ordinario — a meno di esplicita autorizzazione delle competenti autorità per l'uso della forma straordinaria — non intende contraddire le disposizioni generali espresse da Benedetto XVI con il Motu Proprio “Summorum Pontificum”, ma rispondere a problemi specifici e tensioni createsi in questa Congregazione a proposito del rito della celebrazione della Messa. Lo scopo che Benedetto XVI si era proposto era infatti di superare tensioni e non crearne"

## Traditionis custodes

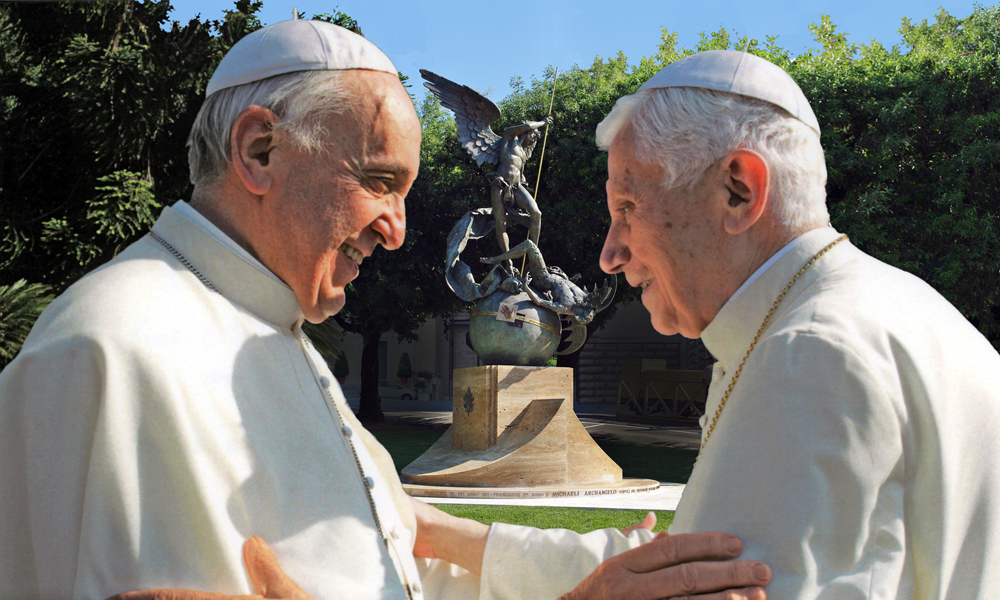
Papa Francesco e il papa emerito Benedetto XVI

Il 16 luglio 2021 Francesco pubblicò con effetto immediato il motu proprio Traditionis custodes che "vuole stabilire in tutta la Chiesa di Rito Romano una sola e identica preghiera che esprima la sua unità, secondo i libri liturgici promulgati dai santi Pontefici Paolo VI e Giovanni Paolo II, in conformità ai decreti del Concilio Vaticano II".
Mentre il motu proprio Summorum Pontificum afferma che esistono contemporaneamente due espressioni della lex orandi del rito romano, l'"ordinaria" e la "straordinaria", Traditionis custodes dichiara l'esatto contrario: "I libri liturgici promulgati dai santi Pontefici Paolo VI e Giovanni Paolo II, in conformità ai decreti del Concilio Vaticano II, sono l’unica espressione della lex orandi del Rito Romano". e decretò inoltre: "Le norme, istruzioni, concessioni e consuetudini precedenti, che risultino non conformi con quanto disposto dal presente Motu Proprio, sono abrogate".
Mentre il motu proprio Summorum Pontificum autorizzava i menzionati parroci, in autonomia rispetto al vescovo diocesano, di permettere a gruppi stabili di fedeli aderenti alla precedente tradizione liturgica di usare il Messale Romano del 1962, il motu proprio di Francesco del 2021 dichiara che è esclusiva competenza del vescovo diocesano autorizzarne l'uso, seguendo gli orientamenti dalla Sede Apostolica. Summorum Pontificum concedeva tale competenza a qualsiasi parroco.
Gli orientamenti di papa Francesco, espressi nel Motu Proprio del 2021, includono quello di non permettere (di norma) l'uso delle chiese parrocchiali per simili celebrazioni. Si è tornati così alla normativa con cui nel 1984 Giovanni Paolo II, ammorbidendo la prassi dei suoi predecessori Paolo VI e Giovanni Paolo I, sotto i quali bisognava rivolgersi alla Santa Sede, autorizzò i singoli vescovi diocesani a permettere la celebrazione in chiese da essi indicate della messa del 1962, che poteva essere ospitata nelle chiese parrocchiali solo in casi straordinari. La norma vigente dal 2021 richiede la licenza del Dicastero per il culto divino e la disciplina dei sacramenti per l'uso di una chiesa parrocchiale per tali celebrazioni.